# Троцькізм у В'єтнамі

Прапор «Групи Боротьби»

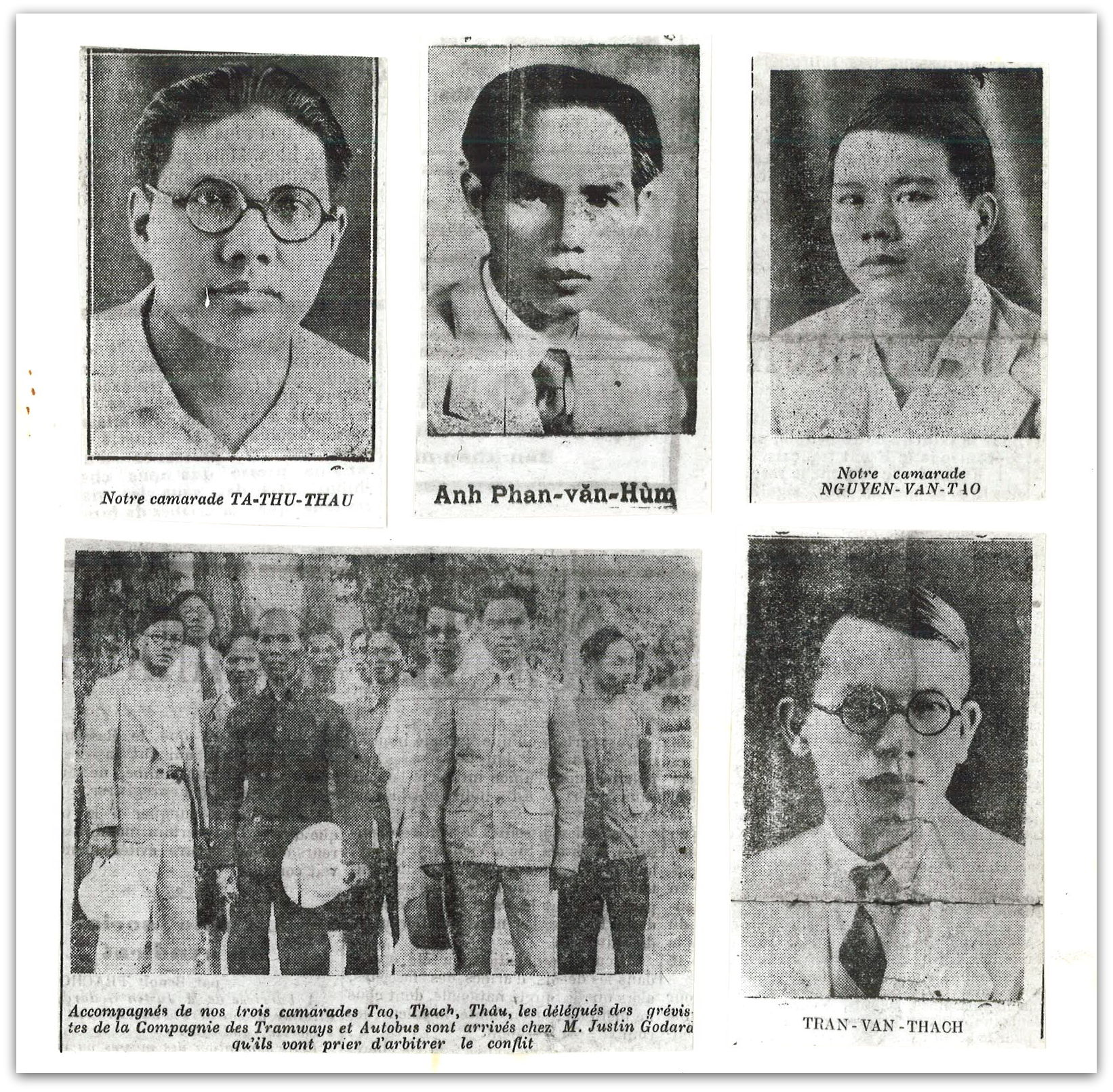
Світлини відомих в'єтнамських троцькістів

Троцькі́зм у В'єтна́мі (в'єт. Trăng-câu Đệ-tứ Đảng) був представлений ще в 1930-х роках, лівими опозиціонерами до Індокитайської комуністичної партії (ІКП) Хо Ші Міна. Їхньою метою було створення «авангардної партії пролетаріату» на засадах «пролетарського інтернаціоналізму» та «перманентної революції». У 1930-х роках в'єтнамські троцькісти активно залучали до боротьби робітників промисловості та транспорту на набережній Сайгона, чим створвали серйозну загрозу впливу прокремлівської партії в Кохінхіні.
Після Сайгонського повстання у вересні 1945 року, спрямованого проти відновлення французького колоніального панування, троцькісти опинилися під подвійним ударом. Їх систематично переслідували та знищували як французька поліція Сюрет, так і комуністичний В'єтмінь. 

## Постання лівої опозиції
Троцькістська течія серед в'єтнамських революційних кіл зародилася в Парижі серед студентства з Партії незалежності Аннаму. Після кривавого придушення Єнбайського повстання лідер течії Та Тху Тхау висловив своє бачення революції в Індокитаї на сторінках лівого видання La Verité (випуски за травень-червень 1930 року). Та Тху Тхау стверджував, що революція не повинна повторювати шлях, який обрав Третій Інтернаціонал, що підтримав об'єднання зусиль з китайським Гоміньданом у боротьбі проти дуцзюнів. Приєднання до широкого націоналістичного фронту, на думку в'єтнамських троцькістів, означало зраду революційних інтересів антиколоніальної боротьби. Для колонізованих вибір тепер полягав не між незалежністю та рабством, а між соціалізмом і націоналізмом. Робітники та селяни, як «соціальні вороги імперіалізму», могли звільнитися від гніту французів тільки через організовану самостійну боротьбу: «незалежність нерозривно пов'язана з пролетарською революцією».
За організацію протестів проти страти лідерів Єнбайського повстання Та Тху Тхау та 18 його товаришів були заарештовані та депортовані назад у Кохінхін у травні 1930 року. У Сайгоні депортовані знайшли кілька активістських груп, які підтримували тези Лівої опозиції, деякі представники цих груп були членами Індокитайської комуністичної партії (ІКП). У листопаді 1931 року дисиденти, що з’явилися всередині партії, утворили об'єднання під назвою «Жовтнева Ліва опозиція» (в'єт. Tả Đối Lập Tháng Mười), що мала журнал Tháng Mười (Жовтень) за свій партійний орган. Туди входили Хо Хю Тьонг, Дао Хунг Лонг (псевдонім Ань Ґя) та Фан Ван Хум. Група заявляла, що «націоналізм, завжди будучи реакційною ідеологією, не може досягти успіху, а тільки створить новий кайдан для робітничого класу». Виходячи з цього переконання, у липні 1930 року в Парижі вони створили Індокитайську групу в складі Комуністичної ліги, французької секції Міжнародної Лівої опозиції.
Тьонг, якого колись вважали «теоретиком в’єтнамського контингенту в Москві», закликав до створення нової «масової» партії, яка б виникла безпосередньо «з реальної боротьби пролетаріату міст і сіл». Але репресії, викликані страйками в Сайгон-Чолоні та селянською «жакерією» в навколишніх районах, були такими потужними, що для всіх фракцій організаційна діяльність виявилася майже неможливою. З 1930 по кінець 1932 року в Кохінхіні було захоплено понад 12 тис. політичних в'язнів, з них 7 тис. відправлено в колонії. Як партійні структури, так і структури лівої опозиції були розбиті.